# Streptococcus agalactiae
Streptococcus agalactiae – Gram-dodatni β-hemolizujący paciorkowiec zaliczany do ziarniaków. Według podziału Lancefield, opierającego się na wytwarzaniu specyficznego wielocukru C, należy do grupy serologicznej B.

## Diagnostyka
Do diagnostyki używa się agaru z krwią, gdzie wywołuje słabą hemolizę typu beta. Hemoliza jest indukowana bliską obecnością gronkowca złocistego, co jest wykorzystywane w diagnostyce (test CAMP).
Inna metoda diagnostyczna polega na wykrywaniu przeciwciał dla antygenów bakteryjnych w surowicy krwi pacjentów.
Bakteria posiada polisacharydową otoczkę, która jest głównym czynnikiem zjadliwości, nie wytwarza natomiast przetrwalników.

## Chorobotwórczość
Streptococcus agalactiae kolonizuje przewód pokarmowy oraz układ moczowo-płciowy osób dorosłych. Ze względu na bliskie sąsiedztwo cewki moczowej i pochwy, bakteria obecna jest często w drogach rodnych kobiety. Może mieć to tragiczne skutki podczas porodu - przyjmuje się, że drobnoustrój ten zajmuje drugie miejsce (po koagulazo-ujemnych gronkowcach) wśród czynników etiologicznych bakteriemii u noworodków. Czynnikami sprzyjającymi zakażeniu podczas porodu obok kolonizacji pochwy, jest poród przedwczesny, niskie stężenie przeciwciał przeciwko bakterii w surowicy u matki oraz poród trwający dłużej niż 18 godzin (dłuższa ekspozycja noworodka na bakterię). Poza sepsą bakteria wywołuje często zapalenie płuc, prowadzące do ostrej niewydolności oddechowej oraz zapalenie opon mózgowych rozwijające się typowo 1-3 tygodnie po porodzie.
Drobnoustrój jest czynnikiem etiologicznym infekcji u kobiet po porodzie - od zapalenia kosmówki i błony śluzowej macicy, po poważniejsze ogólnoustrojowe zakażenia (z sepsą włącznie). 
U pozostałych osób powoduje zakażenie wyłącznie przy osłabionej odporności (zakażenia oportunistyczne).

## Leczenie
Bakteria jest wrażliwa na antybiotyki z grupy penicylin. Uważa się, że pojedyncza profilaktyczna dawka ampicyliny podana matce tuż przed porodem zapobiega ryzyku zakażenia okołoporodowego. Osoby uczulone mogą brać linkozamidy lub makrolidy, z tym że istnieje ryzyko oporności na tę grupę leków.
Alternatywnym lekiem podczas poważnych zakażeń u osób uczulonych na penicyliny jest wankomycyna.